# Escamps (Lot)
 Escamps  (también en occitano) es una población y comuna francesa, situada en la región de Mediodía-Pirineos, departamento de Lot, en el distrito de Cahors y cantón de Lalbenque.

## Demografía
| 144 | 126 | 125 | 144 | 121 | 114 |
| Para los censos de 1962 a 1999 la población legal corresponde a la población sin duplicidades (Fuente: INSEE [Consultar]) |     |     |     |     |     |